# 根系 (数学)
在數學中，根系是歐幾里得空間中滿足某些公理的向量配置。根系在李群、李代數與代數群理論中格外重要；而根系分類的主要工具──鄧肯圖，也見諸奇异性理论等與李群並無顯著關係的學科。

## 定義

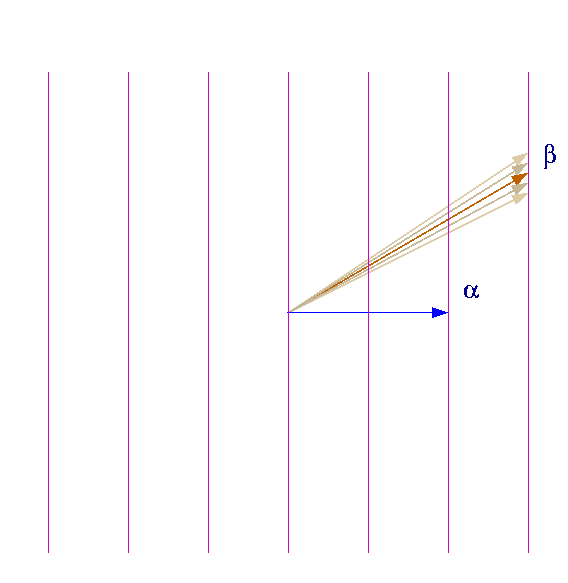
<α, β> 的整性條件使得 β 必然落在所示各條垂直線上。再配合 <β, α> 的整性條件，在每條線上，其間交角只有兩種可能。

設 {\displaystyle V} 為有限維實向量空間，並賦予標準的內積 {\displaystyle (,)}。{\displaystyle V} 中的根系是有限個向量（稱為根）構成的集合 {\displaystyle \Phi }，滿足下述條件：
1. {\displaystyle \Phi } 的元素張出 {\displaystyle V}。
2. 對任一 {\displaystyle \alpha \in \Phi }，其屬於 {\displaystyle \Phi } 的純量倍數只有 {\displaystyle \pm \alpha }。
3. 對任意 {\displaystyle \alpha \in \Phi }，集合 {\displaystyle \Phi } 在對 {\displaystyle \alpha } 的反射之下不變。在此的反射是指
{\displaystyle \sigma _{\alpha }(\beta )=\beta -2{\frac {(\alpha ,\beta )}{(\alpha ,\alpha )}}\alpha \in \Phi .}
4. （整性）若 {\displaystyle \alpha ,\beta \in \Phi }，則  {\displaystyle \beta } 在 {\displaystyle \alpha } 方向的投影乘以2是 {\displaystyle \alpha } 的整數倍，即： 
{\displaystyle \langle \beta ,\alpha \rangle :=2{\frac {(\alpha ,\beta )}{(\alpha ,\alpha )}}\in \mathbb {Z} ,}

根據性質三，整性等價於：對任意 {\displaystyle \alpha ,\beta \in \Phi }，{\displaystyle \sigma _{\alpha }(\beta )} 與 {\displaystyle \beta } 僅差 {\displaystyle \alpha } 的整數倍。此外，注意到性質四定義的尖積
{\displaystyle \langle \cdot ,\cdot \rangle \colon \Phi \times \Phi \to \mathbb {Z} }
並非一個內積，它未必對稱，而且只對第一個參數是線性的。
根系 {\displaystyle \Phi } 的秩定義為 {\displaystyle V} 的維度。
給定兩個根系 {\displaystyle (V,\Phi ),(W,\Psi )}，可考慮其正交直和 {\displaystyle V\oplus W}，則 {\displaystyle \Phi \sqcup \Psi } 自然地構成其中的根系。若一個根系無法表成如此的組合（當然，假設 {\displaystyle V,W\neq \{0\}}），則稱之為不可約的。
對兩個根系 {\displaystyle (E_{1},\Phi _{1}),(E_{2},\Phi _{2})}，若存在其間的線性同構，使得 {\displaystyle \Phi _{1}} 映至 {\displaystyle \Phi _{2}}，則稱它們為同構的根系。
對於根系 {\displaystyle (V,\Phi )}，對根的反射生成一個群，稱為該根系的外爾群。可證明此群在 {\displaystyle \Phi } 上忠實地作用，因此必為有限群。

## 秩一與秩二的例子

### 秩为1的例子
在同構的意義下，秩一的根系僅有一種，由兩個非零向量 {\displaystyle \{\alpha ,-\alpha \}} 組成。此根系記作 {\displaystyle A_{1}}。

### 秩为2的例子
秩二的根系有四種可能，对应于{\displaystyle \sigma _{\alpha }(\beta )=\beta +n\alpha }，其中{\displaystyle n=0,1,2,3}的情况。注意根系并不由它生成的格所决定：{\displaystyle A_{1}\times A_{1}} 和{\displaystyle B_{2}}均生成正方形格，而 {\displaystyle A_{2}}和{\displaystyle G_{2}} 生成六边形格。这仅仅是五种可能的二维格中的两种。
圖解如下：
| 根系 A1×A1   | 根系 A2   |
| 根系 A1×A1 · | 根系 A2 · |
| 根系 B2      | 根系 G2   |
| 根系 B2 ·    | 根系 G2 · |

當 {\displaystyle \Phi } 是 {\displaystyle V} 中的根系，而 {\displaystyle W} 是 {\displaystyle \Psi =\Phi \cap W} 在 {\displaystyle W} 中生成的子空間，則 {\displaystyle \Psi } 是 {\displaystyle W} 中的根系。因此上述列表限制了任意秩根系中兩根的幾何關係，例如：任意兩根的交角僅可能是 {\displaystyle 0,30,45,60,90,120,135,150} 或 {\displaystyle 180} 度。

## 正根與單根
對於根系 {\displaystyle \Phi }，可以取定滿足下述條件的正根子集 {\displaystyle \Phi ^{+}}：
- 對每個根  {\displaystyle \alpha \in \Phi }，{\displaystyle \alpha ,-\alpha } 中恰有一者屬於 {\displaystyle \Phi ^{+}}。
- 對任意 {\displaystyle \alpha ,\beta \in \Phi ^{+}}，若 {\displaystyle \alpha +\beta \in \Phi }，則 {\displaystyle \alpha +\beta \in \Phi ^{+}}。

正根的取法並不唯一。取定一組正根後，{\displaystyle -\Phi ^{+}} 的元素被稱為負根。
正根的選取等價於單根的選取。單根集是 {\displaystyle \Phi } 中滿足下述條件的子集 {\displaystyle \Delta }：
任意 {\displaystyle \Phi } 中的元素皆可唯一地表成 {\displaystyle \Delta } 中元素的整係數線性組合，而且其係數或者全大於等於零，或者全小於等於零。
選定一組單根後，可定義相應的正根為展開式中係數大於等於零的根。如此可得到單根與正根選取法的一一對應。

## 以鄧肯圖分類根系
不可約根系與某類被稱為鄧肯圖的圖間有一一對應關係。鄧肯圖的分類是簡單的組合學問題，由此可導出不可約根系的分類定理。其構造方式如下：
給定一個不可約根系，選取一組單根。相應的鄧肯圖以這些單根為頂點。兩個單根 {\displaystyle \alpha ,\beta } 若不垂直，則有 {\displaystyle \langle \alpha ,\beta \rangle \cdot \langle \beta ,\alpha \rangle } 個邊相連：若只有一個邊，則不取定向，否則則取自長度 {\displaystyle (\alpha ,\alpha )} 長者（稱為長根）指向短者（稱為短根）的有向邊。
一個根系可以取多種不同的單根。然而，由於外爾群在這些選取上的作用是傳遞的，鄧肯圖的構造與單根的選取無關，它是根系內在的不變量。反之，給定具有相同鄧肯圖的兩個不可約根系，可以按圖配對單根及其間的內積，從而得到根系的同構。鄧肯圖給出的內積未必唯一，但至多差一個正常數倍，因而得到的根系是同構的 。
藉此，可將不可約根系的分類問題化約到連通鄧肯圖的分類。若某個鄧肯圖來自於根系，則從其頂點與邊定義的雙線性形式必然是鄧肯的；配上這個條件後，即可解決根系的分類。
鄧肯圖的分類列表詳如下圖。下標表示圖中的頂點數，亦即相應根系的秩。

連通鄧肯圖一覽

## 不可約根系的性質
不可約根系依其鄧肯圖的種類命名。有四族根系：{\displaystyle A_{n},B_{n},C_{n},D_{n}}，其下標分別取遍 {\displaystyle n\geq 1,2,3,4} 的正整數，稱為典型根系；剩下五種情形稱為例外根系。下標表示根系之秩。在上表中， {\displaystyle |\Phi ^{<}|} 表示短根的個數（若諸根同長，則皆視為長根），{\displaystyle I} 表示其嘉當矩陣的行列式，而 {\displaystyle |W|} 表示外爾群之階。

## 不可約根系的構造方法及描述

### An
取 {\displaystyle V} 為 {\displaystyle \mathbb {R} ^{n+1}} 中滿足 {\displaystyle \sum _{i=1}^{n+1}x_{i}=0} 的點 {\displaystyle (x_{1},\ldots ,x_{n+1})} 所成之子空間。令 {\displaystyle \Phi } 為 {\displaystyle V} 中長度為 {\displaystyle {\sqrt {2}}} 的格子點。取 {\displaystyle \mathbb {R} ^{n+1}} 的標準基 {\displaystyle e_{1},\ldots ,e_{n+1}}，則根具有 {\displaystyle e_{i}-e_{j}\;(i\neq j)} 的形式，共有 {\displaystyle n(n+1)} 個根。通常取單根為 {\displaystyle \alpha _{i}:=e_{i}-e_{i+1}}。
對垂直於 {\displaystyle \alpha _{i}} 的超平面的鏡射在 {\displaystyle \Phi } 上的作用是交換第 {\displaystyle i,i+1} 個座標。因此 {\displaystyle A_{n}} 的外爾群不外就是對稱群 {\displaystyle S_{n+1}}。
{\displaystyle A_{n}} 是李代數 {\displaystyle {\mathfrak {sl}}(n+1,\mathbb {C} )} 的根系。

### Bn
取 {\displaystyle V=\mathbb {R} ^{n}}，並令 {\displaystyle \Phi } 為 {\displaystyle V} 中長度為 {\displaystyle 1,{\sqrt {2}}} 的格子點。共有 {\displaystyle 2n^{2}} 個根。通常取單根為 {\displaystyle \alpha _{i}=e_{i}-e_{i+1}\;(1\leq i<n)} 及 {\displaystyle \alpha _{n}:=e_{n}}（短根）。
對短根 {\displaystyle \alpha _{n}} 的反射即 {\displaystyle (x_{1},\ldots ,x_{n})\mapsto (x_{1},\ldots ,-x_{n})}。
{\displaystyle B_{1}} 跟 {\displaystyle A_{1}} 僅差一個縮放，因此通常僅考慮 {\displaystyle n\geq 2} 的情形。{\displaystyle B_{n}} 是李代數 {\displaystyle {\mathfrak {so}}(2n+1,\mathbb {C} )} 的根系。

### Cn
取 {\displaystyle V=\mathbb {R} ^{n}}，{\displaystyle \Phi } 為 {\displaystyle V} 中所有長度 {\displaystyle {\sqrt {2}}} 的格子點與形如 {\displaystyle 2\lambda }的點，其中 {\displaystyle \lambda } 是長度為一的格子點。共有 {\displaystyle 2n^{2}} 個根。通常取單根為 {\displaystyle \alpha _{i}:=e_{i}-e_{i+1}\;(1\leq i<n)}及 {\displaystyle \alpha _{n}:=2e_{n}}（長根）。
{\displaystyle C_{2}} 與 {\displaystyle B_{2}} 僅差一個縮放加上旋轉 45 度，因此通常僅考慮 {\displaystyle n\geq 3} 的情形。{\displaystyle C_{n}} 是李代數 {\displaystyle {\mathfrak {sp}}(2n,\mathbb {C} )} 的根系。

### Dn
取 {\displaystyle V:=\mathbb {R} ^{n}}，{\displaystyle \Phi } 為 {\displaystyle V} 中長度 {\displaystyle {\sqrt {2}}} 的格子點。共有 {\displaystyle 2n(n-1)} 個根。通常取單根為 {\displaystyle \alpha _{i}=e_{i}-e_{i+1},\;(1\leq i<n)} 及 {\displaystyle \alpha _{n}=e_{n}+e_{n-1}}。
{\displaystyle D_{3}} 同構於 {\displaystyle A_{3}}，故通常僅考慮 {\displaystyle n\geq 4} 的情形。{\displaystyle D_{n}} 是李代數 {\displaystyle {\mathfrak {so}}(2n,\mathbb {C} )} 的根系。

### E8, E7, E6
{\displaystyle E_{8}} 是較為特殊的根系。首先定義 {\displaystyle \mathbb {R} ^{8}} 中滿足下述條件的點集 {\displaystyle \Gamma _{8}}：
- 各座標均為整數，或均為半整數（不容相混）。
- 八個座標的和為偶數。

定義 {\displaystyle E_{8}} 為 {\displaystyle \Gamma _{8}} 中長度為 {\displaystyle {\sqrt {2}}} 的向量，即：
{\displaystyle \left\{\alpha \in \mathbb {Z} ^{8}\sqcup \left(\mathbb {Z} +{\frac {1}{2}}\right)^{8}:|\alpha |^{2}=2,\;\sum \alpha _{i}\in 2\mathbb {Z} \right\}}
定義 {\displaystyle E_{7}} 為 {\displaystyle E_{8}} 與超平面 {\displaystyle \{x:(x,\alpha )=0\}} 之交， 其中 {\displaystyle \alpha \in E_{8}} 是任取的根。同樣步驟施於 {\displaystyle E_{7}}，得到更小的根系 {\displaystyle E_{6}}。根系 {\displaystyle E_{6},E_{7},E_{8}} 分別有 72, 126 與 240 個根。若續行此化約步驟，則會得到典型根系 {\displaystyle D_{5},A_{4}}。
另一種等價的描述是取 {\displaystyle \Gamma '_{8}} 為：
- 各坐標均為整數，而且其和為偶數；或
- 各坐標均為半整數，而且其和為奇數。

{\displaystyle \Gamma _{8}} 與 {\displaystyle \Gamma '_{8}} 同構。將任意偶數個座標乘以負一，便可在兩者間轉換。{\displaystyle \Gamma _{8}} 稱為 {\displaystyle E_{8}} 的偶坐標系，{\displaystyle \Gamma '_{8}} 稱為奇坐標系。
在偶坐標下，通常取單根為
{\displaystyle \alpha _{i}:=e_{i}-e_{i+1}\quad (1\leq i\leq 6)}
{\displaystyle \alpha _{7}:=e_{7}+e_{6}}
{\displaystyle \alpha _{8}=\beta _{0}={\frac {\sum _{i=1}^{8}e_{i}}{2}}}
在奇坐標下，通常取單根為
{\displaystyle \alpha _{i}:=e_{i}-e_{i+1}\quad (1\leq i\leq 7)}
{\displaystyle \alpha _{8}:=\beta _{5}}，其中
{\displaystyle \beta _{j}:={\frac {-\sum _{i=1}^{j}e_{i}+\sum _{i=j+1}^{8}e_{i}}{2}}}
（在上述定義中，若改取 {\displaystyle \beta _{3}}，將得到同構的結果。若改取 {\displaystyle \beta _{1},\beta _{7},\beta _{2},\beta _{6}}，將得到 {\displaystyle A_{8}} 或 {\displaystyle D_{8}}。至於 {\displaystyle \beta _{4}}，其坐標和為零，而 {\displaystyle \alpha _{1},\ldots ,\alpha _{7}} 亦然，所以張出的向量空間維度不合所求。
刪去 {\displaystyle \alpha _{1}} 可得到 {\displaystyle E_{7}} 的一組單根；再刪去 {\displaystyle \alpha _{2}}，可得 {\displaystyle E_{6}} 的單根。
由於對 {\displaystyle \alpha _{1}} 垂直等價於前兩個坐標相等，而對 {\displaystyle \alpha _{1},\alpha _{2}} 垂直等價於前三個座標相等，不難導出 {\displaystyle E_{7},E_{6}} 的明確定義：
E7 = (α ∈  Z7 ∪ (Z+½)7: ∑αi2 + α12 = 2，∑αi + α1 ∈ 2Z),
E6 = (α ∈  Z6 ∪ (Z+½)6: ∑αi2 + 2α12 = 2，∑αi + 2α1 ∈ 2Z)

### F4
對於 {\displaystyle F_{4}}，取 {\displaystyle V=\mathbb {R} ^{4}}，並令 {\displaystyle \Phi } 為滿足下述條件的向量：
- {\displaystyle |\alpha |=1,{\sqrt {2}}}
- {\displaystyle 2\alpha } 各坐標皆為奇數或皆為偶數。

此根系有 {\displaystyle 48} 個根。通常取單根為 {\displaystyle B_{3}} 的單根再加上 {\displaystyle \alpha _{4}=-\left(\sum _{i=1}^{4}e_{i}\right)/2}。

### G2
{\displaystyle G_{2}} 有 12 個根，構成一個六邊形的頂點，詳如秩二的例子一節所示。通常取單根為
- {\displaystyle \alpha _{1}}
- {\displaystyle \beta :=\alpha _{2}-\alpha _{1}}

在此沿用了之前的符號： {\displaystyle \alpha _{i}:=e_{i}-e_{i+1},\;(i=1,2)}。

## 根系與李群、李代數
不可約根系的分類可用於研究下述對象：
- 單複李代數
- 單複李群
- 模掉中心後為單李群的單連通複李群
- 緊單李群

### 引用
1. ↑  Hall 2015 Proposition 8.8